# Sjezd lidových poslanců (SSSR)
Sjezd lidových poslanců byl nejvyšší státní orgán Sovětského svazu od svého vytvoření v roce 1989 do zániku SSSR na konci roku 1991. Sjezd volil členy Nejvyššího sovětu, který zastával funkci stálého parlamentu.

## Volby
Volby lidových poslanců se konaly 26. března (1. kolo) a 9. dubna (2. kolo) 1989. Jejich zvolení poprvé v historii přecházela předvolební kampaň, diskuse v novinách a rozhlasové i televizní přenosy, avšak pouze 1500 z celkového počtu 2250 poslanců bylo voleno přímo a 339 z těchto zvolených poslanců nemělo žádné protikandidáty.
Volební klíč byl stanoven takto:
- 750 poslanců bylo zvoleno podle systému pro volby do Sovětu svazu (jeden poslanec na 300 000 obyvatel).
- 750 poslanců bylo zvoleno podle systému pro volby do Sovětu národností (32 poslanců na každou svazovou republiku, 11 na každou autonomní republiku, 5 na každou autonomní oblast a 1 na každý národnostní okruh).
- 750 poslaneckých mandátů bylo přiděleno zástupcům veřejných organizací (KSSS, Komsomol a odbory).

Zvolení
- KSSS: 1958 poslanců
- nezávislí: 292 poslanců

## Zasedání
Po volbách byla svolána 4 zasedání sjezdu:
1. 25. května – 9. června 1989
2. 12. prosince – 24. prosince 1989
3. 12. března – 20. března 1990
4. 5. září 1991

Na prvním zasedání poslanci využili svobody slova ke kritice stavu Sovětského svazu. Radikálové a konzervativci měli na prvním zasedání řeč za řečí, živě přenášenou televizí a sledovanou miliony lidí. Sledovalo to tolik lidí, že průmyslová produkce klesla, protože všichni byli přilepení k obrazovkám.[zdroj?]
Na třetím zasedání byl Michail Gorbačov zvolen prezidentem SSSR.
Na posledním zasedání, jako následek srpnového puče, předal sjezd veškerou svou moc Nejvyššímu sovětu.